# Молино, Эдвард
Эдвард Молино (англ. Edward Molyneux; 5 сентября 1891[…], Лондон — 23 марта 1974, Монако) — британский модельер, основатель модного дома собственного имени.

## Биография
В 1911 году выиграл конкурс на лучший эскиз вечернего платья, организованный лондонским Домом высокой моды Lucile, и получил работу в лондонском салоне этого Дома.
Во время Первой мировой войны служил в британской армии.
После окончания войны переехал в Париж, где в 1919 году открыл собственное ателье высокой моды. В 1925—1932 годах кроме парижского бутика у Молино появились магазины в Каннах, Биаррице и Лондоне.
Во время Второй мировой войны был одним из инициаторов создания «Объединённого общества лондонских дизайнеров моды», отвечая за экспортное направление и разрабатывая образцы моделей для промышленного производства по плану «Утилита».
В 1945 году возобновил деятельность своего дома, однако в 1950 году закрыл его, после чего уехал на Ямайку. В 1965 году сделал попытку вернуться в мир моды, разработав коллекцию готового платья для американского рынка. В 1974 году дом Эдварда Молино был окончательно закрыт.

## Адреса
В Париже
Дом «Молино» существовал по соседству с рестораном «Максим», по адресу улица Руаяль, дом № 5.